# Johnny Aubert
Johnny Aubert   (Maubeuge, 31 de maig de 1980) és pilot un d'enduro francès, dues vegades Campió del Món en categoria E2 i guanyador del World Trophy als Sis Dies Internacionals d'Enduro, com a integrant de l'equip estatal, el 2010. Abans de dedicar-se a l'enduro havia estat un pilot de motocròs d'alt nivell, havent guanyat entre altres el Campionat d'Europa de 80 cc.
Nascut al si d'una família molt afeccionada al motociclisme, entre els seus parents més coneguts hi ha el seu oncle Jean-Jacques Bruno, un dels millors competidors del Campionat del Món de motocròs a començament dels anys 80. Aubert és casat i té dos fills.
A 1 de gener de 2013

## Trajectòria esportiva
El 1983, a només 3 anys, Aubert conduí la seva primera motocicleta regal de son pare, una Italjet 50. L'any següent va córrer la seva primera cursa de motocròs a Bèlgica, ja que la seva vila natal és a prop de la frontera belga. A França no hi va debutar fins al 1992, a la final del campionat Minivert a Saint-Dié-des-Vosges, on guanyà la primera mànega davant Sébastien Tortelli i quedà segon a la segona. Al final de la cursa Jacky Vimond li proposà entrar a l'equip Esperança, i esdevingué oficial de Yamaha-França
El 1993, competí en categories Cadet i Minivert i guanyà el Campionat d'Europa júnior en la cilindrada de 80 cc. El 1994 va debutar en 125 cc, però fins que no feu els 14 anys només podia entrenar a Bèlgica per les limitacions legals franceses. El 1995 va canviar a KTM, acabant tercer al Campionat de França Júnior, títol que guanyaria el 1996, i disputà la primera cursa en la categoria Elit. El 1997 va entrar a l'equip Kawasaki de son oncle, Jean-Jacques Bruno, però tingué una temporada plena de lesions. L'any següent, 1998, aconseguí el suport de Christian Lapraille i guanyà el Campionat de França de Supercross, vencent en tres finals Indoor a Bercy i essent 22è al Campionat del Món.
El 1999 signà un contracte amb Husqvarna i entra a l'equip Lapraille/Casola. Aquell any fou Campió de França en la categoria Elit a 125 cc, però hagué de renunciar al Campionat del Món per culpa d'una fractura de genoll. L'any 2000 va ser difícil per la pèrdua d'efectivitat de la Husqvarna. El 2001 va tornar a Yamaha i quedà onzè al Campionat del Món de Motocròs de 250 cc, segon al Campionat d'Alemanya outdoor i cinquè al de Supercross. L'any següent el passà en blanc, però el 2003 va disputar el mundial amb una motocicleta de 450 cc de quatre temps.

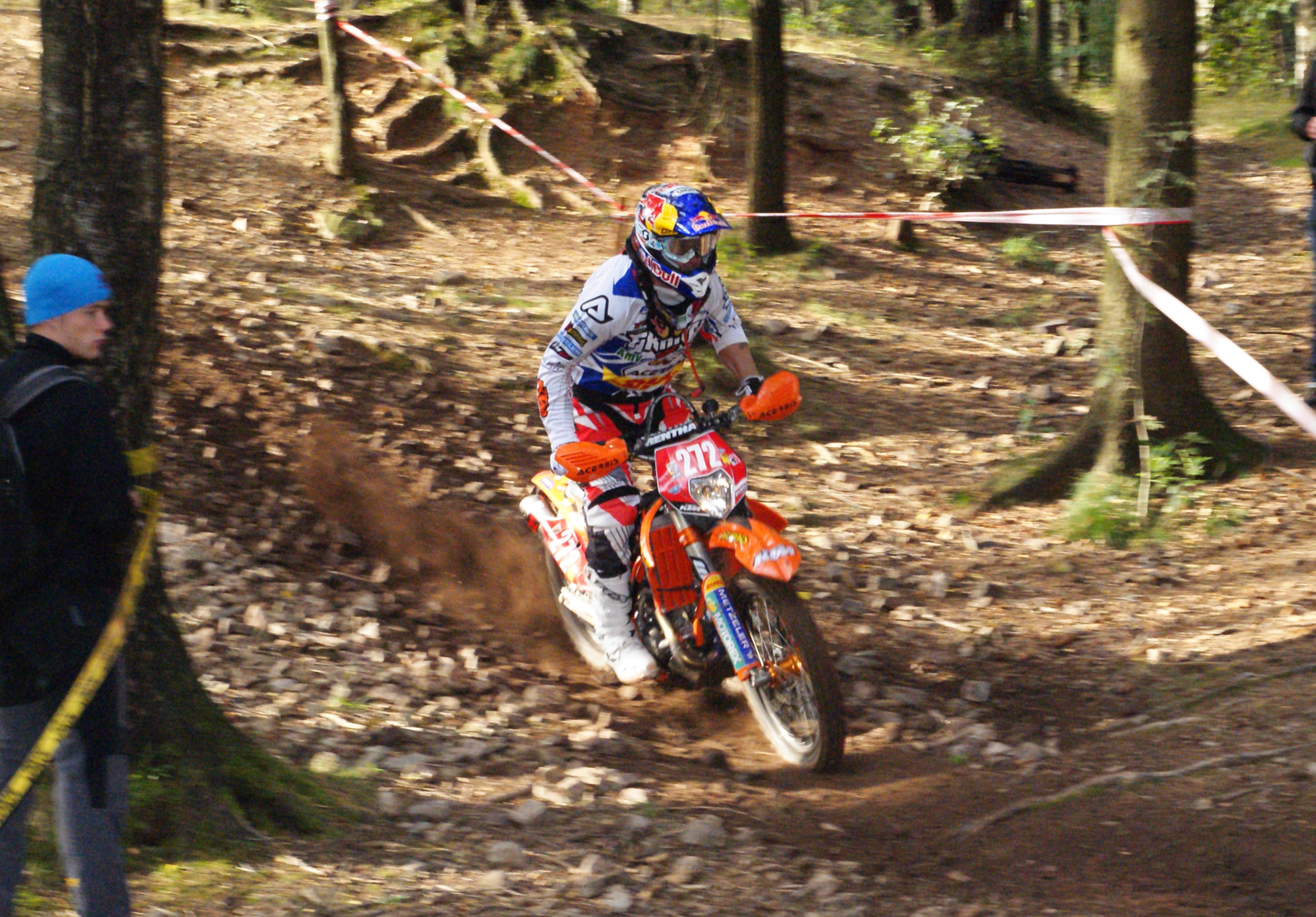
Als ISDE d'Alemanya el 2012

El 2004 es va traslladar als EUA, disputant amb Suzuki els campionats AMA de Supercross en 125 cc. A finals d'any, però, hagué de tornar a Europa a causa de problemes amb el visat. El 2005, de nou a l'equip de Lapraille i Casola, fou quart a l'Enduro de Le Touquet de l'hivern, però com que no acabava de guarir-se de les antigues lesions hagué d'endarrerir la seva participació durant aquella temporada. En vistes de tots aquests impediments, el mes de juliol va anunciar la seva retirada del motocròs.

### 2006, debut al WEC
El setembre del 2005, quan feia molt poc que havia aunciat la seva retirada, l'equip d'Enduro UFO Corse Yamaha li oferí una motocicleta, que Aubert acceptà i pilotà per primer cop en una cursa a Itàlia, amb la mala sort que es lesionà el turmell. Tot i així l'equip, dirigit per Filippo Lamotte, li feu una oferta per a dos anys i ell l'acceptà. Aubert debutà en competicions internacionals d'enduro al Campionat d'Enduro Indoor del 2006, a Gènova, tot quedant segon rere David Knight. Ja a la primera cursa del Campionat del Món d'enduro pujà al podi, passant a liderar el campionat a mitjans de temporada. Malauradament, després d'un accident a la prova d'Itàlia acabà quart a la classificació final.
El 2007 va guanyar set curses del Campionat del Món i hi va acabar en tercera posició final, guanyant a més a més els Sis Dies Internacionals d'Enduro i el Campionat d'Itàlia. El 2008 va disputar el Campionat del Món en categoria E2 amb l'equip UFO Corse Yamaha, obtenint-hi cinc victòries i el seu primer títol en categoria E2. El 2009, enquadrat en l'equip KTM Farioli, revalidà el títol en la mateixa categoria i en va guanyar també el Campionat de França.

## Palmarès en Enduro
| Any             | Motocicleta     | Campionat del Món | Campionat del Món | Campionat del Món | ISDE W. Trophy | Altres       |
| Any             | Motocicleta     | E1                | E2                | P1                | ISDE W. Trophy | Altres       |
| --------------- | --------------- | ----------------- | ----------------- | ----------------- | -------------- | ------------ |
| 2006            | Yamaha          | -                 | 4t                | 3                 | 2n             |              |
| 2007            | Yamaha          | -                 | 3r                | 7                 | 2n *           | 1r C. Itàlia |
| 2008            | Yamaha          | -                 | 1r                | 5                 |                |              |
| 2009            | KTM             | -                 | 1r                | 13                |                | 1r C. França |
| 2010            | KTM             | 2n                | -                 | 4                 | 1r *           |              |
| 2011            | KTM             | -                 | 12è               | 3                 |                |              |
| 2012            | KTM             | -                 | 5è                | 3                 | 1r             |              |
| Total victòries | Total victòries |                   |                   | 38                |                |              |
| Total títols    | Total títols    | 0                 | 2                 |                   | 2              | 1            |

Notes
1. ↑  La classificació consignada als ISDE fa referència a la posició final obtinguda per l'equip estatal. S'assenyalen amb * les edicions en què fou a més a més el guanyador absolut
2. ↑  A P1 s'hi compten les victòries aconseguides en Grans Premis puntuables per al Campionat del Món